# Komárovce
Komárovce (em húngaro: Komaróc) é um município da Eslováquia, situado no distrito de Košice-okolie, na região de Košice. Tem 8,5 km² de área e sua população em 2018 foi estimada em 388 habitantes.

## Demografia
| Ano:        | 1994 | 2004    | 2014   | 2024    |
| ----------- | ---- | ------- | ------ | ------- |
| Broj ljudi: | 440  | 393     | 378    | 422     |
| Razlika:    |      | -10,68% | -3,81% | +11,64% |

| Ano:               | 2023 | 2024   |
| ------------------ | ---- | ------ |
| Número de pessoas: | 412  | 422    |
| Diferença:         |      | +2,42% |